# Рудольф Кішлінг
Рудольф Кішлінг (нім. Rudolf Kiszling; 8 січня 1882, Гросс-Бечкерек — 18 травня 1976, Пуркерсдорф) — австрійський офіцер, військовий історик і архіваріус, оберст-лейтенант австро-угорської армії, генерал-державний архіваріус австрійської армії (1 січня 1937), директор архіву сухопутних військ вермахту (1939; звання, еквівалентне генерал-майору).

## Біографія
У 1902 році вступив у австро-угорську армію. Учасник Першої світової війни, офіцер генштабу. В 1920 році став співробітником Віденського військового архіву. В 1936 році очолив архів. 13 квітня 1945 року взятий у полон радянськими військами. З 17 по 26 квітня перебував в ув'язненні, 27 квітня знятий з посади директора архіву. В червні 1946 року вийшов на пенсію (офіційно з 1 травня 1945 року). Решту життя консультував молодих істориків і студентів.

## Нагороди
- Ювілейний хрест
- Бронзова медаль «За військові заслуги» (Австро-Угорщина) з мечами
- Хрест «За військові заслуги» (Австро-Угорщина) 3-го класу з військовою відзнакою і мечами
- Орден Залізної Корони 3-го класу з військовою відзнакою і мечами
- Залізний хрест 2-го і 1-го класу
- Військовий Хрест Карла
- Пам'ятна військова медаль (Австрія) з мечами
- Хрест «За вислугу років» (Австрія) 2-го класу для офіцерів (25 років)
- Почесний хрест ветерана війни з мечами
- Медаль «За вислугу років у Вермахті» 4-го, 3-го, 2-го і 1-го класу (25 років)
- Медаль «У пам'ять 13 березня 1938 року»
- Хрест Воєнних заслуг 2-го класу з мечами
- Австрійський почесний хрест «За науку і мистецтво» (1972)
- Почесний член Асоціації австрійських архіваріусів